# Kira Marie Peter-Hansen
Kira Marie Peter-Hansen (Frederiksberg, 23 febbraio 1998) è una politica danese.

## Biografia
Si iscrive nel 2015 all'organizzazione giovanile del Partito Popolare Socialista. Nel 2017 lavora per la campagna elettorale di Astrid Aller per il consiglio comunale di Copenaghen.
Nel 2019 si candida alle elezioni europee come terza nella lista del Partito Popolare Socialista. Il partito ottiene due seggi ma Karsten Hønge rinuncia al suo seggio per candidarsi alle elezioni parlamentari nazionali. Peter-Hansen gli subentra divenendo quindi all'età di 21 anni e 3 mesi la più giovane eurodeputata di sempre (fino a quel momento il record apparteneva alla tedesca Ilka Schröder eletta nel 1999 all'età di 21 anni e 4 mesi). Al Parlamento europeo si iscrive al gruppo Verdi/ALE e fa parte della commissione per l'occupazione e gli affari sociali. In seguito all'elezione ha interrotto gli studi di economia all'Università di Copenhagen.